# Калифорнийский институт интегральных исследований
Калифорнийский институт интегральных исследований (англ. California Institute of Integral Studies) — частное высшее учебное заведение, основанное в 1968 году, и находящееся в Сан-Франциско (Калифорния, США). Институт насчитывает 1400 студентов и 66 исследователей.